# Simeon Polockij
Simeon Polockij, pseudonimo di Samuil Emel´janovič Petrovskij-Sitnianovič (in russo Симео́н По́лоцкий?; Polack, 12 dicembre 1629 – Mosca, 25 agosto 1680), è stato un poeta, scrittore e presbitero russo.

## Biografia
Simeon Polockij studiò all'Accademia ecclesiastica di Kiev e probabilmente proseguì al collegio dei gesuiti di Vilna: l'influenza della teologia gesuita e dei drammi scolastici fu molto pronunciata nella sua opera matura. Divenne monaco greco-cattolico.
Si mise in evidenza per essere stato un pioniere nell'introdurre nella lirica regole e norme riguardanti i versi.
Grazie all'influenza della cultura latina riuscì a rinnovare la letteratura ortodossa ma anche la Chiesa ortodossa; gestì lui la catalogazione e il rinnovamento dell'arte sacra stabilito dal Concilio del 1667.
Per quanto riguarda la poesia è ricordato per aver inserito il "verso sillabico"; anche se la tradizione orale del verso ritmico e delle rime era in uso già da tempo presso la popolazione, che però era solitamente 'cantata' e quindi non applicabile alla forma testuale.
Le sue regole le applicò nelle due suoi libri di poesie: Vertograd mnogocvetnyj (Il giardino variopinto) e Rifmologion (Ritmologio); la prima raccolta è intrisa di argomenti storici e scientifici, assieme ad elementi dottrinali, invece la seconda include poesie di vario genere, tra cui quella dedicata alla nascita del futuro Pietro il Grande.
Di una certa importanza sono anche le sue opere teatrali, tra le quali si ricorda Komedija pritči o bludnom syne (Commedia della parabola del figliol prodigo, 1679), a sfondo religioso, con la quale fu un antesignano del palcoscenico russo.

## Opere

### Poesie
- Vertograd mnogocvetnyj (Il giardino variopinto);
- Rifmologion (Ritmologio).

### Narrativa
- Scettro di governo (1667);
- Il pranzo spirituale (1681);
- La cena spirituale (1683).

### Teatro
- Komedija pritči o bludnom syne (Commedia della parabola del figliol prodigo, 1679).